# Penny Gillies
Penny Gillies (eigentlich Penelope Elizabeth Gillies, geb. McCallum; * 20. Juli 1951) ist eine ehemalige australische Hürdenläuferin, die sich auf die 100-Meter-Distanz spezialisiert hatte und wegen ihrer Sprintstärke auch in der 4-mal-100-Meter-Staffel eingesetzt wurde.
1969 gewann sie Silber bei den Pacific Conference Games, 1970 wurde sie Vierte bei den British Commonwealth Games in Edinburgh, und 1972 schied sie bei den Olympischen Spielen in München im Vorlauf aus.
1979 wurde sie Sechste beim Leichtathletik-Weltcup in Montreal, und 1980 scheiterte sie bei den Olympischen Spielen in Moskau erneut in der Vorrunde. Beim Leichtathletik-Weltcup 1981 in Rom wurde sie jeweils Fünfte über 100 m Hürden und mit der ozeanischen 4-mal-100-Meter-Stafette.
Fünfmal wurde sie Australische Meisterin über 100 m Hürden (1972, 1977, 1979–1981).

## Persönliche Bestzeiten
- 100 m: 11,4 s, 5. Februar 1972, Sydney
- 200 m: 23,44 s, 23. März 1980, Sydney (handgestoppt: 23,0 s, 24. Februar 1980, Brisbane)
- 100 m Hürden: 13,10 s, 23. März 1980, Sydney